# Saint-Ouen-lès-Parey
Pour les articles homonymes, voir Saint-Ouen.
Saint-Ouen-lès-Parey est une commune française située dans le département des Vosges en région Grand Est.
Ses habitants sont appelés les Odéens.

## Géographie

### Localisation
Formée le 5 mars 1833 par la réunion de Parey et de Saint-Ouen, la commune est arrosée par l'Anger, affluent du Mouzon. Elle est longée au nord-ouest par l'autoroute A31.

### Sismicité
Commune située dans une zone 1 de sismicité très faible.

### Hydrographie et les eaux souterraines
Hydrogéologie et climatologie : Système d’information pour la gestion des eaux souterraines du bassin Rhin-Meuse :
Territoire communal : Occupation du sol (Corinne Land Cover); Cours d'eau (BD Carthage),
Géologie : Carte géologique; Coupes géologiques et techniques,
 Hydrogéologie : Masses d'eau souterraine; BD Lisa; Cartes piézométriques.

#### Réseau hydrographique
La commune est située dans le bassin versant de la Meuse au sein du bassin Rhin-Meuse. Elle est drainée par l'Anger, le ruisseau de Sauville et le ruisseau du Moulin de l'Etang,.
L'Anger, d'une longueur totale de 27,9 km, prend sa source dans la commune de Dombrot-le-Sec et se jette  dans le Mouzon en limite de Circourt-sur-Mouzon et de Pompierre, après avoir traversé onze communes.

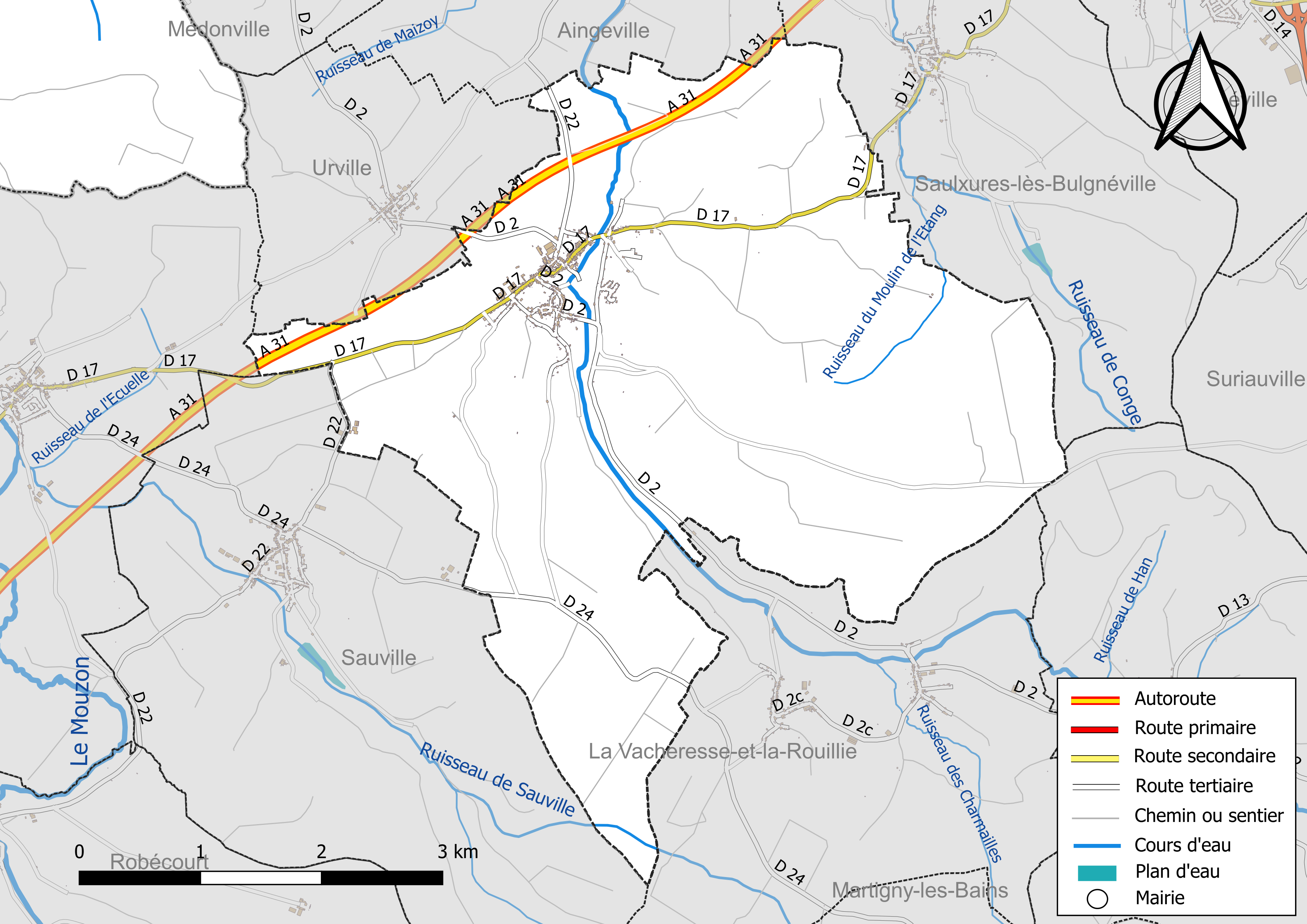
Réseaux hydrographique et routier de Saint-Ouen-lès-Parey.

#### Gestion et qualité des eaux
Le territoire communal est couvert par le schéma d'aménagement et de gestion des eaux (SAGE) « Nappe des Grès du Trias Inférieur ». Ce document de planification, dont le territoire comprend le périmètre de la zone de répartition des eaux de la nappe des Grès du trias inférieur (GTI), d'une superficie de 1 497 km2, est en cours d'élaboration. L’objectif poursuivi est de stabiliser les niveaux piézométriques de la nappe des GTI et atteindre l'équilibre entre les prélèvements et la capacité de recharge de la nappe. Il doit être cohérent avec les objectifs de qualité définis dans les SDAGE Rhin-Meuse et Rhône-Méditerranée. La structure porteuse de l'élaboration et de la mise en œuvre est le conseil départemental des Vosges.
La qualité des cours d’eau peut être consultée sur un site dédié géré par les agences de l’eau et l’Agence française pour la biodiversité.

### Climat
Pour des articles plus généraux, voir Climat du Grand Est et Climat des Vosges.
En 2010, le climat de la commune est de type climat de montagne, selon une étude du Centre national de la recherche scientifique s'appuyant sur une série de données couvrant la période 1971-2000. En 2020, Météo-France publie une typologie des climats de la France métropolitaine dans laquelle la commune est exposée à un climat océanique altéré et est dans la région climatique  Lorraine, plateau de Langres, Morvan, caractérisée par un hiver rude (1,5 °C), des vents modérés et des brouillards fréquents en automne et hiver.
Pour la période 1971-2000, la température annuelle moyenne est de 9,5 °C, avec une amplitude thermique annuelle de 17 °C. Le cumul annuel moyen de précipitations est de 933 mm, avec 13 jours de précipitations en janvier et 9,3 jours en juillet. Pour la période 1991-2020, la température moyenne annuelle observée sur la station météorologique installée sur la commune est de 10,0 °C et le cumul annuel moyen de précipitations est de 806,8 mm. 
La température maximale relevée sur cette station est de 39,4 °C, atteinte le 25 juillet 2019 ; la température minimale est de −22 °C, atteinte le 20 décembre 2009,,.
| Mois                                  | jan.           | fév.           | mars           | avril         | mai           | juin          | jui.          | août          | sep.          | oct.          | nov.          | déc.          | année     |
| ------------------------------------- | -------------- | -------------- | -------------- | ------------- | ------------- | ------------- | ------------- | ------------- | ------------- | ------------- | ------------- | ------------- | --------- |
| Température minimale moyenne (°C)     | −1             | −0,8           | 0,4            | 2,7           | 6,5           | 10,2          | 11,7          | 11,3          | 7,6           | 5,4           | 2,5           | 0             | 4,7       |
| Température moyenne (°C)              | 2              | 3              | 5,8            | 9,5           | 12,9          | 16,7          | 18,5          | 18,1          | 14,2          | 10,3          | 6,1           | 3             | 10        |
| Température maximale moyenne (°C)     | 5              | 6,8            | 11,2           | 16,2          | 19,3          | 23,3          | 25,3          | 24,8          | 20,8          | 15,3          | 9,6           | 6             | 15,3      |
| Record de froid (°C) date du record   | −17,2 26.01.07 | −17,5 05.02.12 | −12,6 12.03.10 | −7,6 04.04.22 | −3,3 03.05.21 | 0 05.06.09    | 2,5 03.07.11  | 2,1 26.08.18  | −2,3 20.09.12 | −8,5 29.10.12 | −9,1 30.11.16 | −22 20.12.09  | −22 2009  |
| Record de chaleur (°C) date du record | 15,1 01.01.23  | 21,1 27.02.19  | 24,5 30.03.21  | 27,6 21.04.18 | 30,7 24.05.09 | 36,4 26.06.19 | 39,4 25.07.19 | 36,7 04.08.22 | 33,1 16.09.20 | 28,3 09.10.23 | 22,1 07.11.15 | 15,6 17.12.19 | 39,4 2019 |
| Précipitations (mm)                   | 69,9           | 59,1           | 61,2           | 47,6          | 76,8          | 71,2          | 60,7          | 66,4          | 56,1          | 70,6          | 76,8          | 90,4          | 806,8     |

| Diagramme climatique                                  |             |             |             |             |              |              |              |             |             |            |        |
| J                                                     | F           | M           | A           | M           | J            | J            | A            | S           | O           | N          | D      |
| 5−169,9                                               | 6,8−0,859,1 | 11,20,461,2 | 16,22,747,6 | 19,36,576,8 | 23,310,271,2 | 25,311,760,7 | 24,811,366,4 | 20,87,656,1 | 15,35,470,6 | 9,62,576,8 | 6090,4 |
| Moyennes : • Temp. maxi et mini °C • Précipitation mm |             |             |             |             |              |              |              |             |             |            |        |

Les paramètres climatiques de la commune ont été estimés pour le milieu du siècle (2041-2070) selon différents scénarios d'émission de gaz à effet de serre à partir des nouvelles projections climatiques de référence DRIAS-2020. Ils sont consultables sur un site dédié publié par Météo-France en novembre 2022.

## Urbanisme

### Typologie
Au 1er janvier 2024, Saint-Ouen-lès-Parey est catégorisée commune rurale à habitat dispersé, selon la nouvelle grille communale de densité à sept niveaux définie par l'Insee en 2022.
Elle est située hors unité urbaine. Par ailleurs la commune fait partie de l'aire d'attraction de Vittel - Contrexéville, dont elle est une commune de la couronne,. Cette aire, qui regroupe 72 communes, est catégorisée dans les aires de moins de 50 000 habitants,.

### Occupation des sols
L'occupation des sols de la commune, telle qu'elle ressort de la base de données européenne d’occupation biophysique des sols Corine Land Cover (CLC), est marquée par l'importance des territoires agricoles (51,9 % en 2018), en diminution par rapport à 1990 (53,1 %). La répartition détaillée en 2018 est la suivante : 
forêts (44,7 %), prairies (37,8 %), terres arables (10,5 %), zones agricoles hétérogènes (3,7 %), zones urbanisées (3,4 %). L'évolution de l’occupation des sols de la commune et de ses infrastructures peut être observée sur les différentes représentations cartographiques du territoire : la carte de Cassini (XVIIIe siècle), la carte d'état-major (1820-1866) et les cartes ou photos aériennes de l'IGN pour la période actuelle (1950 à aujourd'hui).

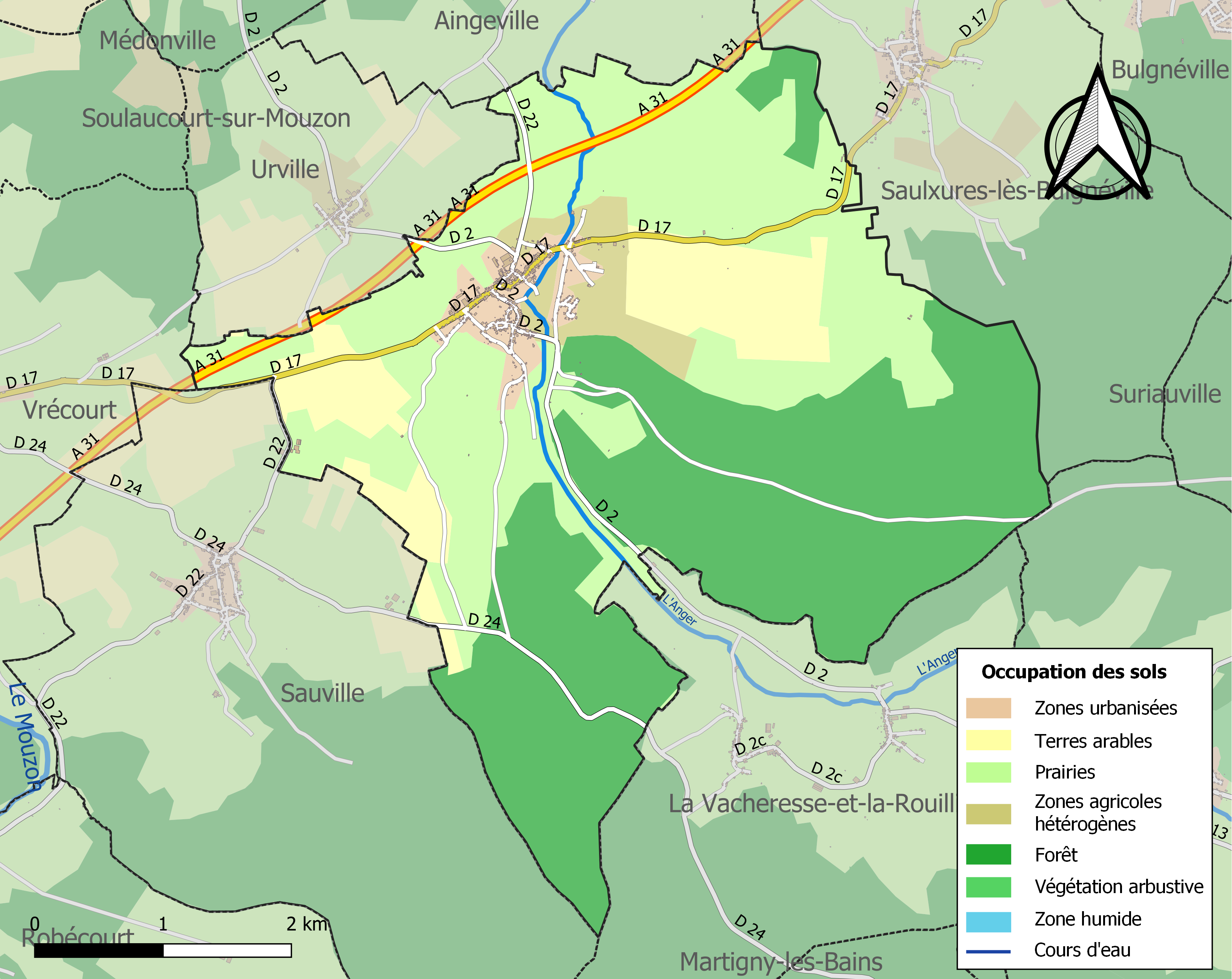
Carte des infrastructures et de l'occupation des sols de la commune en 2018 (CLC).

### Voies de communications et transports

#### Voies routières
- Autoroute A31 : Échangeurs Bulgnéville, Robécourt, Châtenois.

#### Transports en commun

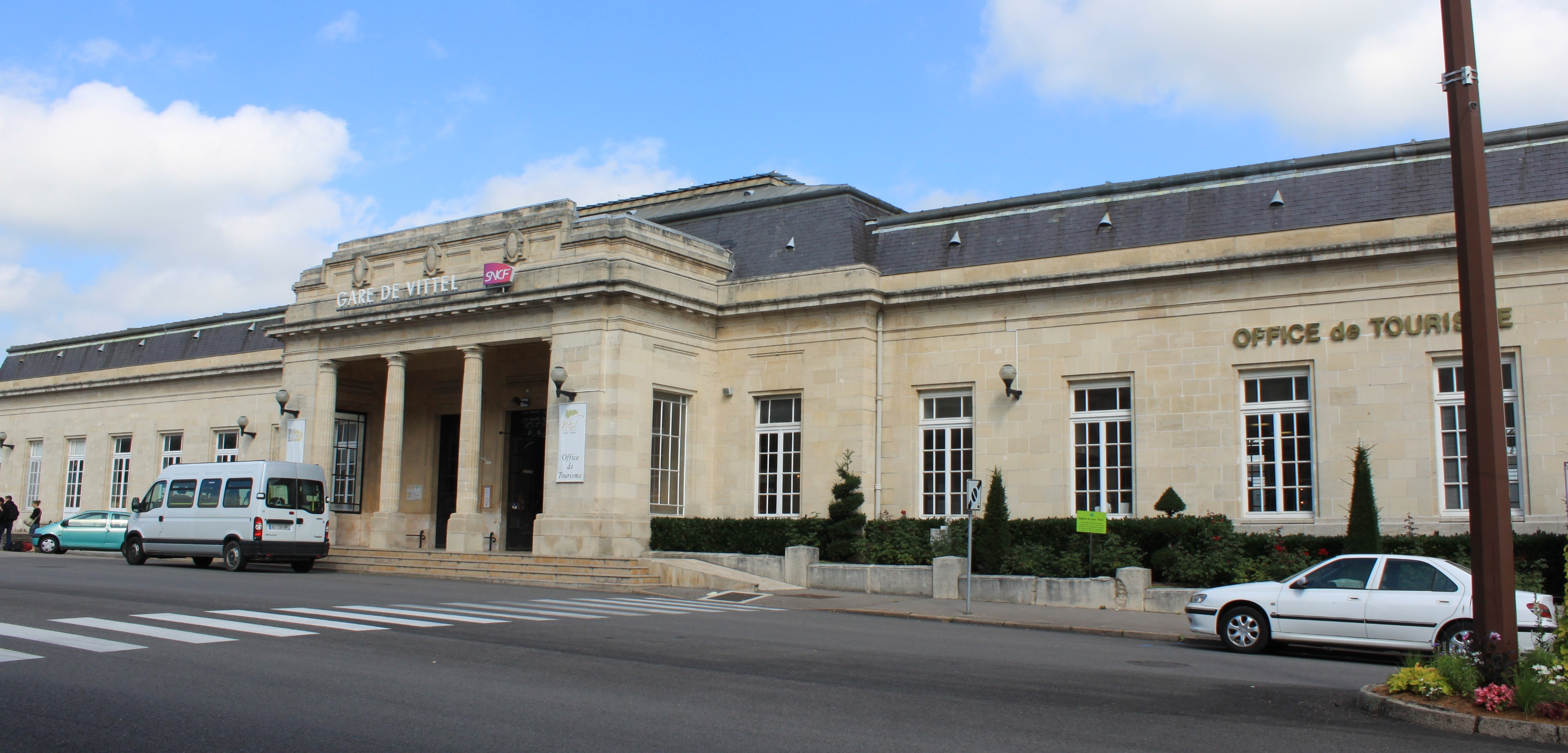
Gare de Vittel.

- Fluo Grand Est.

#### Lignes SNCF
- Gare de Contrexéville
- Gare de Vittel
- Gare de Neufchâteau

## Toponymie
Le nom de la localité est attesté sous les formes Garsirius de Santhuan (1148) ; Garcilii de Sancto Oen (1180) ; Saint Oen (XIIIe siècle) ; Saintheain (1315) ; Sancta Oda (1322) ; Saint Ouain (1330) ; Saint Ovain (1364) ; Sainct Ouain (1401) ; Vincenot de Sainct Owain (1471) ; Sainct Ouayn (1481) ; Sainct Ouen lez Parey (1490) ; Sainct Ouvain (1528) ; Sainct Houain (1540) ; Sainct Owain (1578) ; Saint Oingt (1664) ; Saint Ouyn (1751) ; Sainte-Ouen ou Sainte Ouin-lès-Parey (1779) ; Saint Ouain (XVIIIe siècle).

Saint-Ouen est un hagiotoponyme qui ferait référence à Ouen de Rouen.
La préposition « lès » permet de signifier la proximité d'un lieu géographique par rapport à un autre lieu. En règle générale, il s'agit d'une localité qui tient à se situer par rapport à une ville voisine plus grande. La commune  de Saint-Ouen indique qu'elle se situe près de Parey.
Saint-Ouen-lès-Parey : Toponymes - Étymologie - Homonymes

## Histoire
Saint-Ouen et Parey étaient deux communes indépendantes avant d'être fusionnées par ordonnance royale du 5 mars 1833.
Saint-Ouen, Sancta Oda, Saint-Ouïn, Ouain, Ouyn… était composée de plusieurs seigneuries. Le duc de Lorraine, les sires d'Espine, du Mathey, du Châtelet, de Torneille, de Lavaux, d'Orbilly, de Bresson et Canon de Villes furent successivement sur deux siècles, seigneurs de la commune de Saint-Ouen.
La paroisse de Saint-Ouen était sous l'invocation de la Trinité et de sainte Ode. Selon la tradition, cette dernière était épouse de saint Arnoald et mère de saint Arnoul, qui furent tous deux évêques de Metz.
Les reliques étaient déposées dans l'église de Parey, où l'on voit aussi son tombeau. On prétend qu'elle avait été religieuse à Remiremont et qu'étend venue se réfugier à Parey, elle mourut et y fut enterrée. La paroisse fusionna également avec celle de Parey. Les arcades de l'église datent de l'époque romane du XIIe siècle.
La mairie fut construite en 1800 et les écoles en 1835.
La seigneurie de Parey, Pareium, appartenait au duc de Lorraine.
La paroisse de Parey, sous l'invocation de l'Assomption, avait pour collateur l'abbé de Saint-Mihiel. Elle fut également rattachée à la paroisse de Saint-Ouen.
Des civils ont été tués par une bombe italienne le 13 juin 1940 : Guy Honore, René Noviant et Léon Heck.

## Politique et administration

### Budget et fiscalité 2022

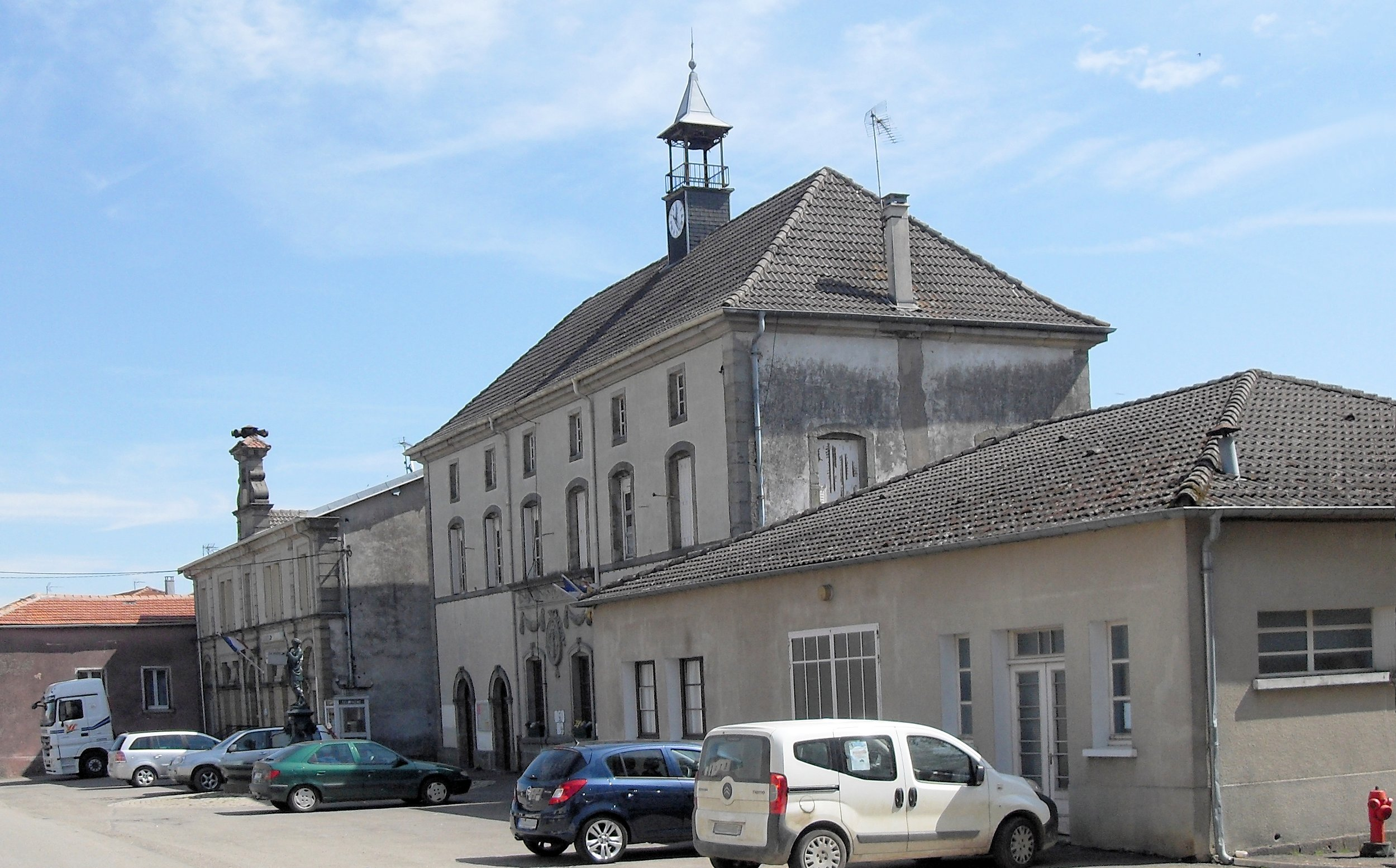
La mairie.

En 2022, le budget de la commune était constitué ainsi :
- total des produits de fonctionnement : 461 000 €, soit 893 € par habitant ;
- total des charges de fonctionnement : 465 000 €, soit 901 € par habitant ;
- total des ressources d'investissement : 196 000 €, soit 380 € par habitant ;
- total des emplois d'investissement : 99 000 €, soit 192 € par habitant ;
- endettement : 302 000 €, soit 585 € par habitant.

Avec les taux de fiscalité suivants :
- taxe d'habitation : 25,04 % ;
- taxe foncière sur les propriétés bâties : 41,96 % ;
- taxe foncière sur les propriétés non bâties : 42,92 % ;
- taxe additionnelle à la taxe foncière sur les propriétés non bâties : 38,75 % ;
- cotisation foncière des entreprises : 21,67 %.

Chiffres clés Revenus et pauvreté des ménages en 2021 : médiane en 2021 du revenu disponible, par unité de consommation : 20 530 €.

### Liste des maires
| Période                                  | Période  | Identité         | Étiquette | Qualité      |
| ---------------------------------------- | -------- | ---------------- | --------- | ------------ |
| Les données manquantes sont à compléter. |          |                  |           |              |
| mars 2001                                | 2020     | Claude Dubois    | Droite    |              |
| 18 mai 2020                              | En cours | Jean-Luc Noviant |           | Ancien cadre |

## Population et société

### Démographie

#### Évolution démographique
L'évolution du nombre d'habitants est connue à travers les recensements de la population effectués dans la commune depuis 1793. Pour les communes de moins de 10 000 habitants, une enquête de recensement portant sur toute la population est réalisée tous les cinq ans, les populations de référence des années intermédiaires étant quant à elles estimées par interpolation ou extrapolation. Pour la commune, le premier recensement exhaustif entrant dans le cadre du nouveau dispositif a été réalisé en 2004.

En 2022, la commune comptait 495 habitants, en évolution de +0,81 % par rapport à 2016 (Vosges : −2,96 %, France hors Mayotte : +2,11 %).
| 1793 | 1800 | 1806 | 1821 | 1831 | 1836  | 1841  | 1846  | 1856  |
| ---- | ---- | ---- | ---- | ---- | ----- | ----- | ----- | ----- |
| 708  | 609  | 780  | 748  | 803  | 1 233 | 1 201 | 1 171 | 1 055 |

| 1861  | 1866  | 1876  | 1881  | 1886 | 1891 | 1896 | 1901 | 1906 |
| ----- | ----- | ----- | ----- | ---- | ---- | ---- | ---- | ---- |
| 1 100 | 1 113 | 1 136 | 1 025 | 981  | 976  | 964  | 927  | 831  |

| 1911 | 1921 | 1926 | 1931 | 1936 | 1946 | 1954 | 1962 | 1968 |
| ---- | ---- | ---- | ---- | ---- | ---- | ---- | ---- | ---- |
| 781  | 685  | 657  | 638  | 650  | 571  | 564  | 568  | 558  |

| 1975 | 1982 | 1990 | 1999 | 2004 | 2006 | 2009 | 2014 | 2019 |
| ---- | ---- | ---- | ---- | ---- | ---- | ---- | ---- | ---- |
| 553  | 518  | 575  | 539  | 505  | 501  | 488  | 482  | 503  |

| 2022 | - | - | - | - | - | - | - | - |
| ---- | - | - | - | - | - | - | - | - |
| 495  | - | - | - | - | - | - | - | - |

### Enseignement
Établissements d'enseignements :
- Écoles maternelles et primaires à Saint-Ouen-lès-Parey, Bulgnéville, Vrécourt.
- Collèges à Martigny-les-Bains, Contrexéville, Mandres-sur-Vair, Lamarche, Vittel.
- Lycées à Contrexéville, Mandres-sur-Vair, Neufchâteau.

### Santé
Professionnels et établissements de santé :
- Médecins à Vrécourt, Bulgnéville, Contrexéville, Martigny-les-Bains, Lamarche.
- Pharmacies à Vrécourt, Bulgnéville, Contrexéville, Martigny-les-Bains, Lamarche.
- Hôpitaux à Lamarche, Vittel, Neufchâteau, Mattaincourt, Mirecourt, Ville-sur-Illon.

### Cultes
- Culte catholique, Paroisse Saint-Basle-de-la-Plaine[31], Diocèse de Saint-Dié.

## Économie

### Entreprises et commerces

#### Agriculture
- Culture et élevage associés.
- Sylviculture et autres activités forestières.
- Exploitation forestière.
- Reproduction de plantes.
- Culture de céréales, de légumineuses et de graines oléagineuses.
- Élevage d'ovins et de caprins.
- Élevage de vaches laitières.
- Élevage d'autres animaux.

#### Tourisme
- Hébergements et restauration à Bulgnéville, Contrexéville, Vittel, Châtenois.

#### Commerces
- Commerces et services de proximité.

## Culture locale et patrimoine

### Lieux et monuments

Église Notre-Dame de Parey.
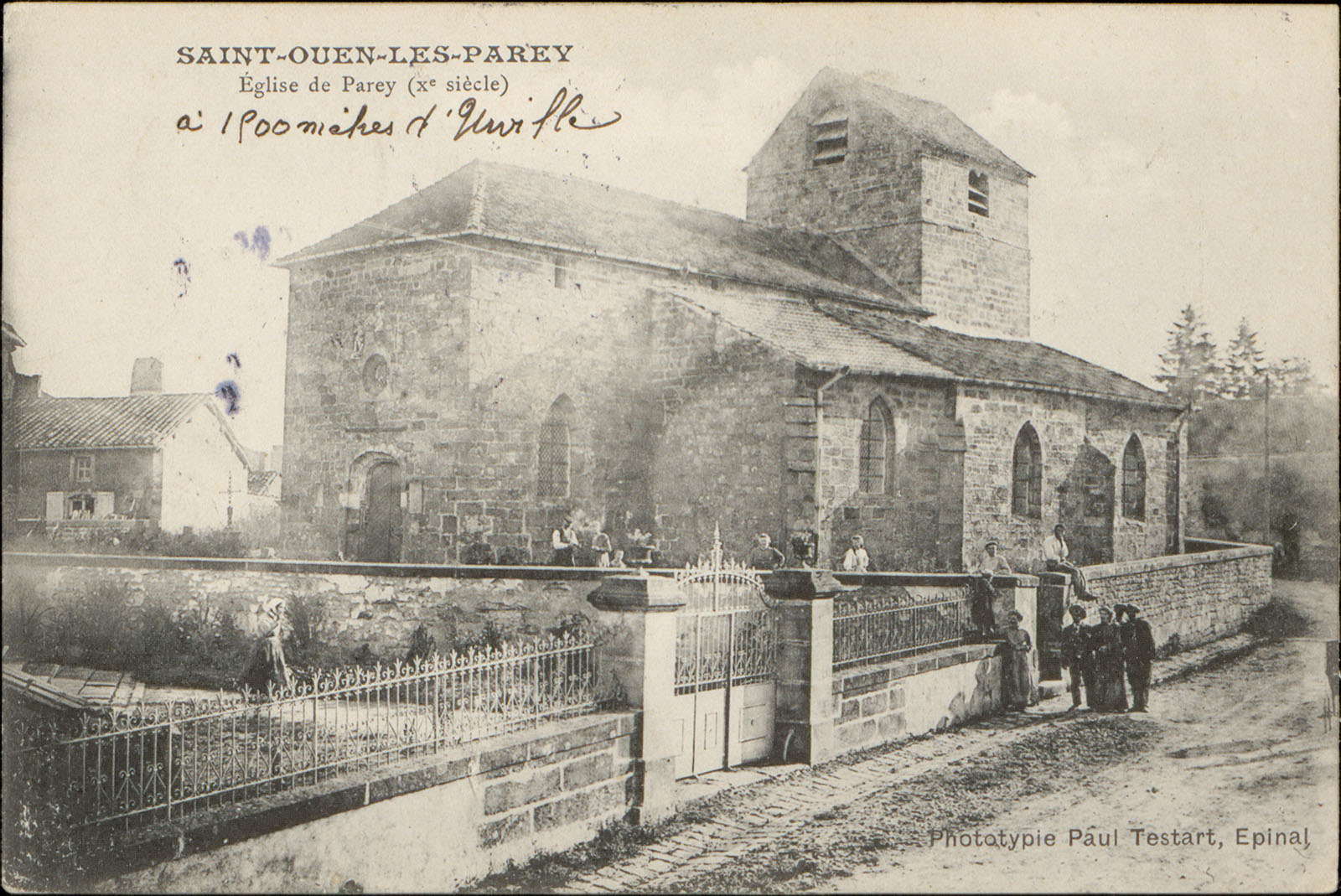
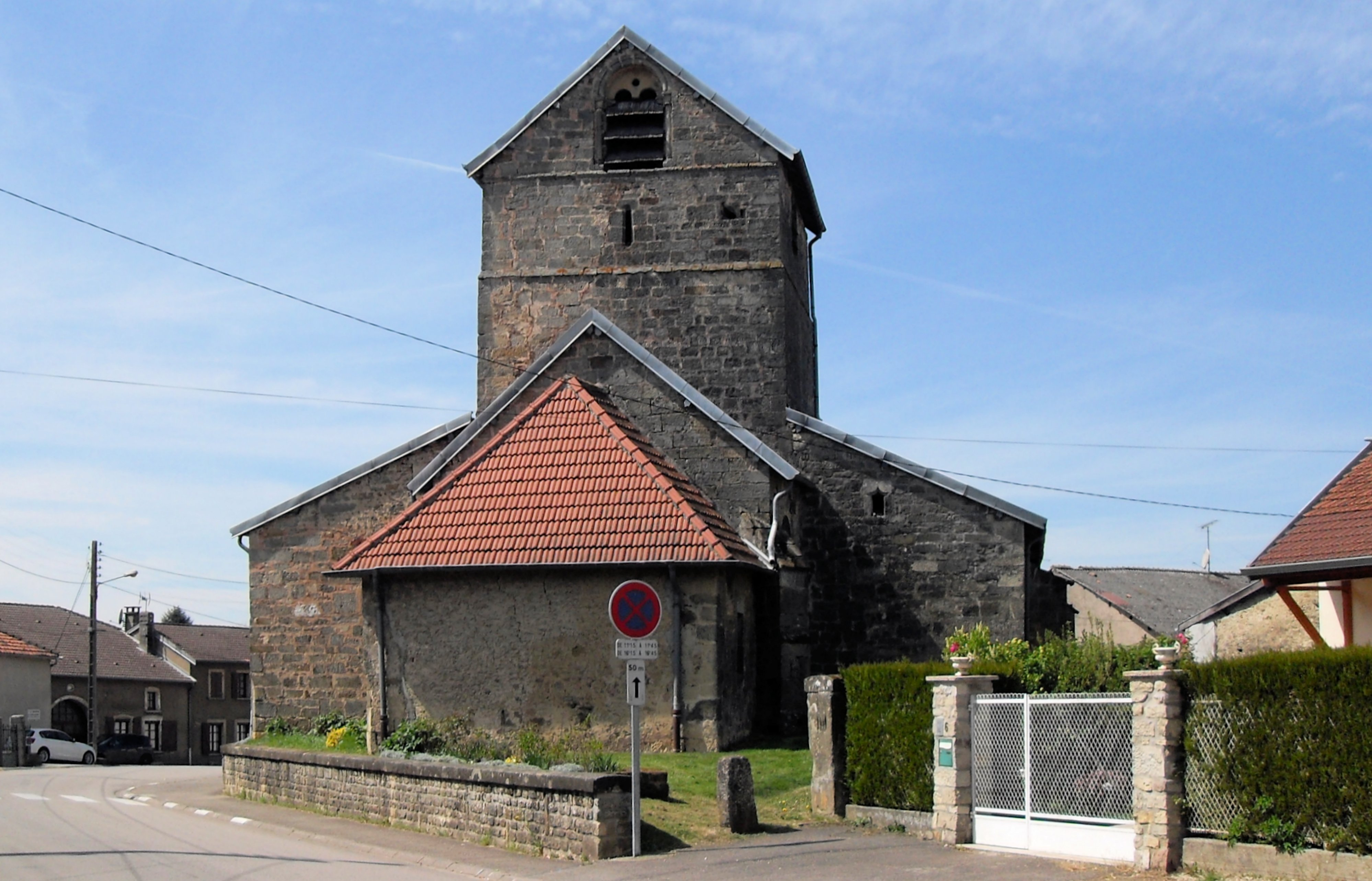

- Église Notre-Dame de Parey, dont les fondations primitives datent du IXe siècle.

Autel (maître-autel) sauf statuaire.
Retable dit aux douze apôtres.
Autel latéral Nord (Christ) et autel latéral Sud (Vierge) sauf statuaire.
Autel, retable, antependium (autel secondaire nord).
Autel latéral sud
statue Saint Michel.
Statue Saint évêque.
Monument funéraire de Henri Mitton, curé de Parey,.
- Église de la Sainte-Trinité à Saint-Ouen, fondée au XIIe siècle et refaite en style gothique flamboyant au XVIe siècle, inscrite  sur l'Inventaire supplémentaire des monuments historiques par arrêté du 4 août 1994[41].

Orgue réalisé vers 1883 par Henri Didier dans l'église Sainte-Ode-et Sainte-Trinité,,.
Tableau : Portait de sainte Ode.
Monument funéraire de sainte Ode.
Statue Saint Pierre.
Statue Saint apôtre.
Statue Sainte.
Statue Sainte.

Église de la Sainte-Trinité.
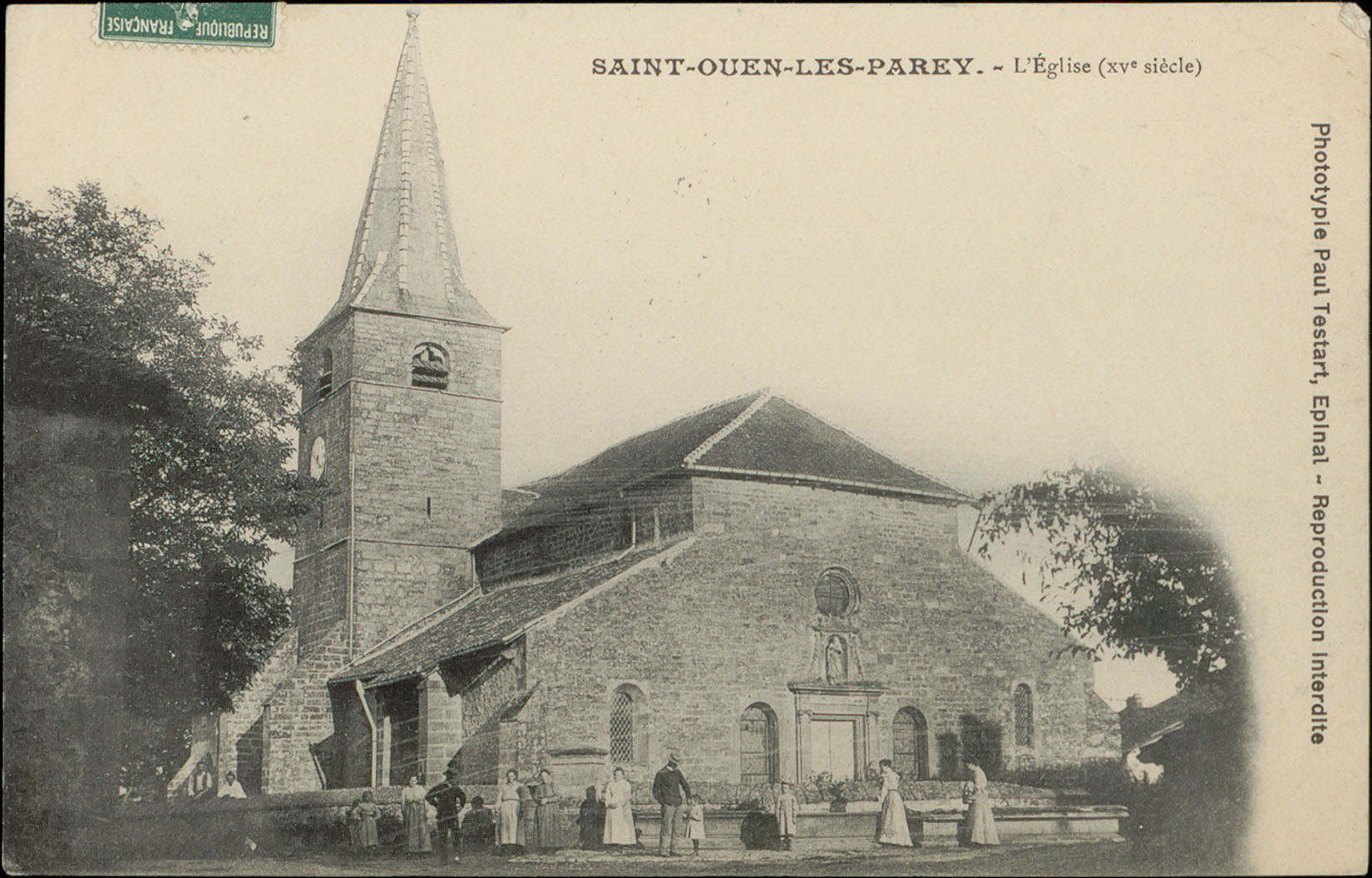
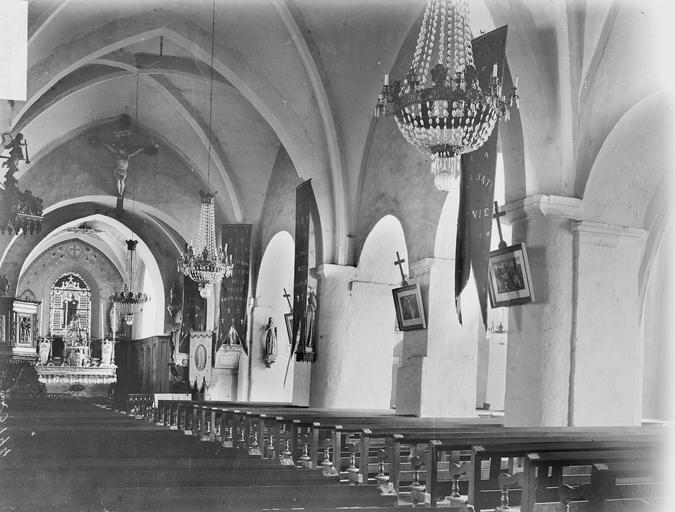
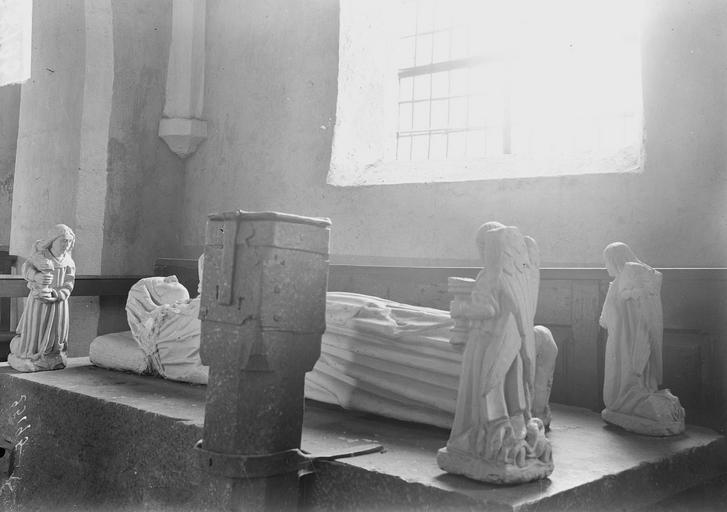
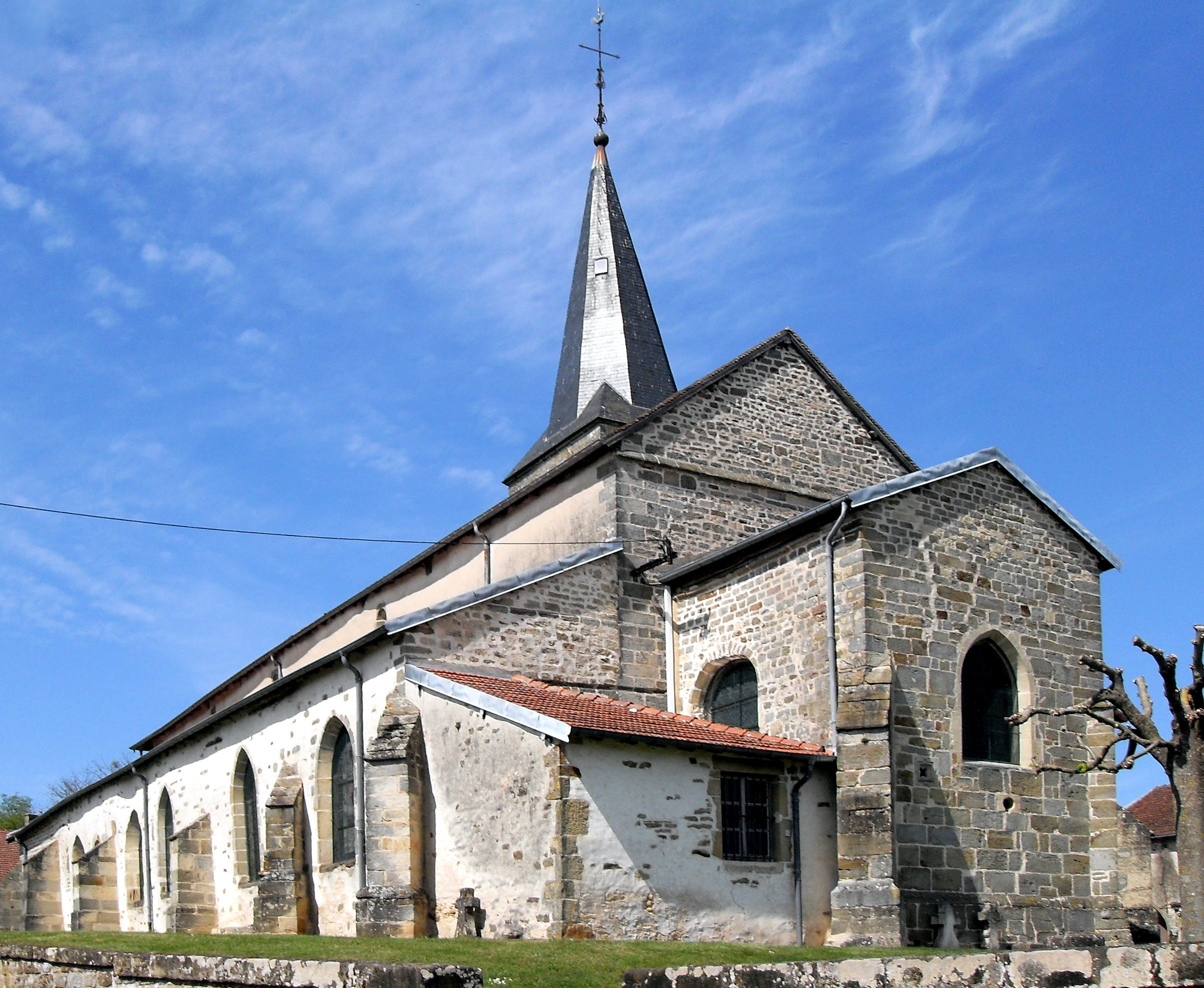

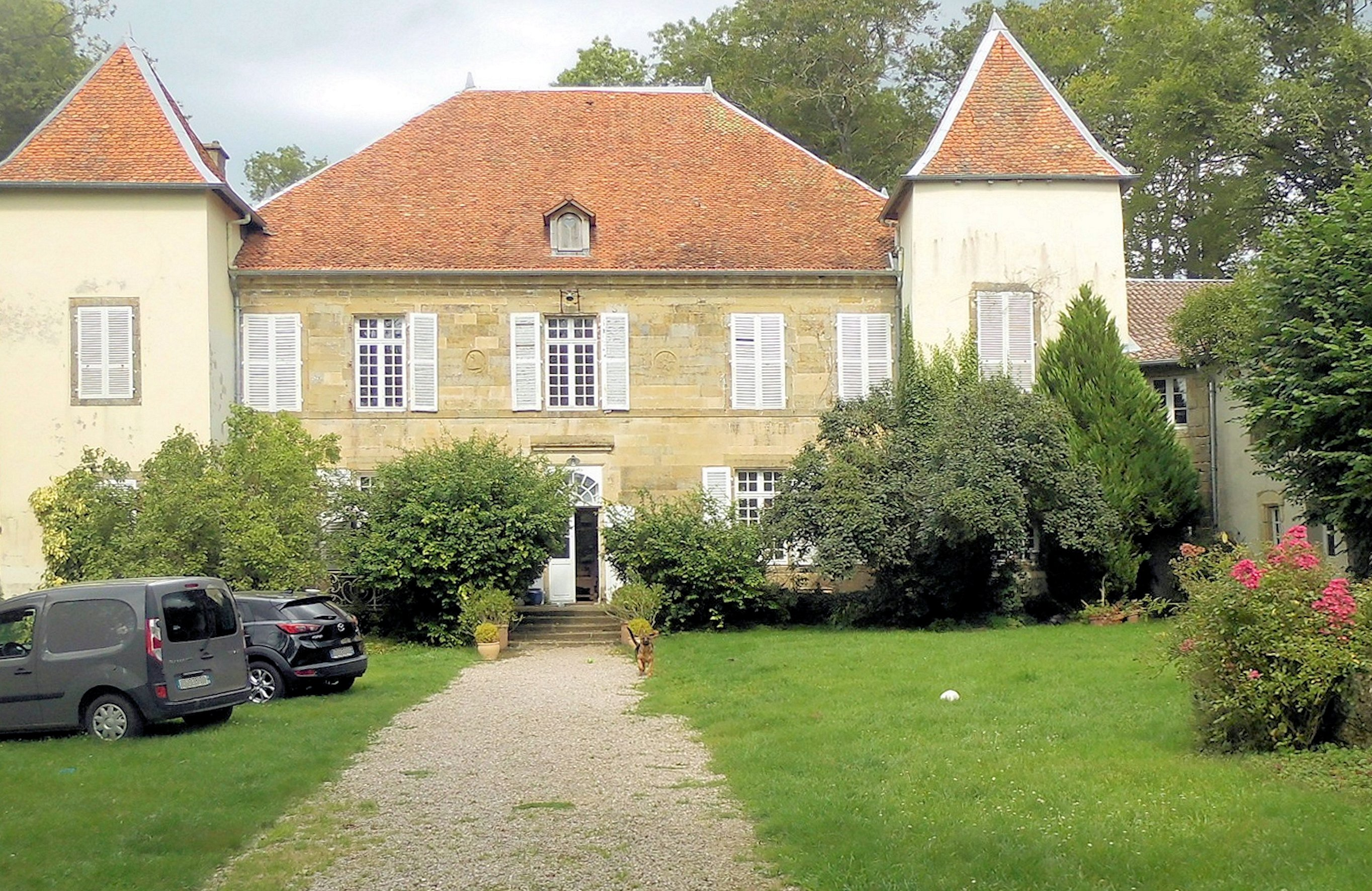
Château de Saint-Ouen-lès-Parey.

- Château de Saint-Ouen, manoir des XVIe et XVIIe siècles[50].
- Le Jardin d'Ode, propriété d'un couple de passionnés qui propose des visites guidées ou non[51] (label "Jardin remarquable").
- Croix de chemin du XVIe siècle, classée au titre des monuments historiques par arrêté du 1er octobre 1913[52].
- Patrimoine architectural rural recensé par le service de l'Inventaire général du patrimoine  culturel[53] :

Fontaine-lavoir.
Fontaine devant la mairie.
- Monument aux morts pour la France[56],[57].

### Personnalités liées à la commune
- Gaston Gravier (1886-1915) géographe spécialiste de la Serbie, né à Liffol-le-Grand, inscrit au Panthéon parmi les 560 écrivains morts pour la France et sur le monument aux morts de Saint-Ouen-lès-Parey.
- Jules Dominique Botteux, sculpteur[58].
- Pierre Constant Chevalier, Instituteur public[59].
- François Baptiste, capitaine[60].

### Héraldique, logotype et devise
Commune sans blason.